# Castelo Newcastle

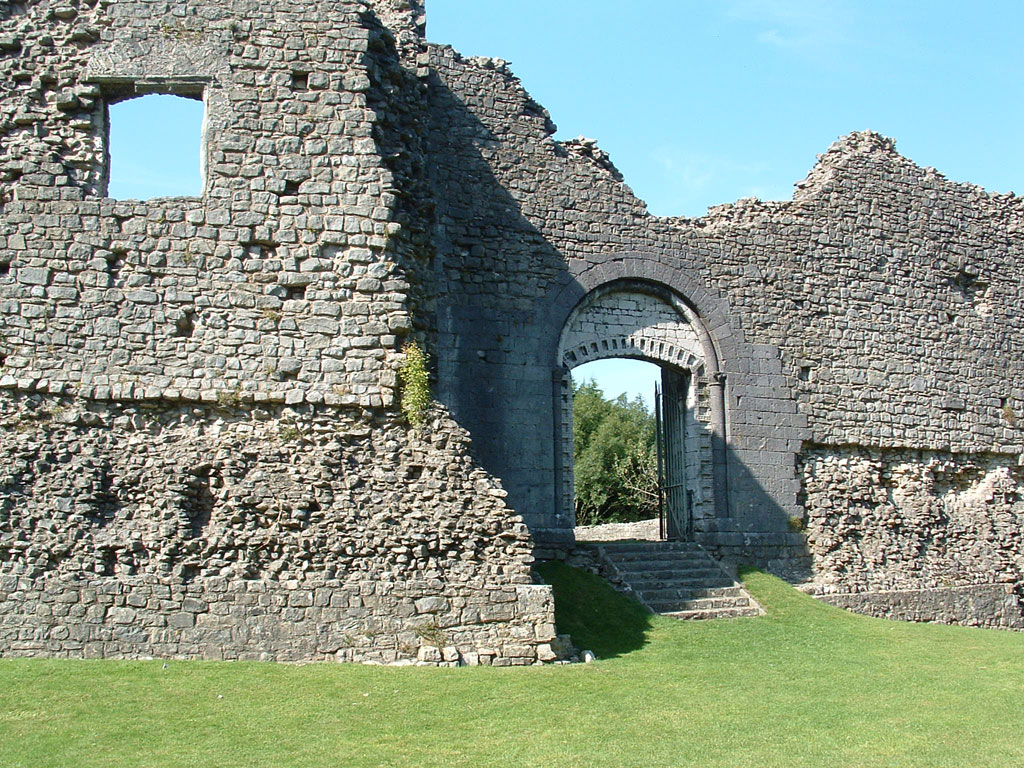
Castelo Newcastle, País de Gales.

O Castelo Newcastle (em língua inglesa Newcastle Castle) é um castelo atualmente em ruínas localizado em Bridgend, País de Gales. 
Encontra-se classificado no Grau "II" do "listed building" desde 29 de setembro de 1986.